# Mabile de Bellême
Pour les articles homonymes, voir Talvas et famille de Bellême.

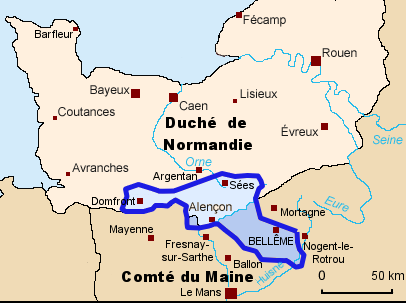
Extension de la seigneurie au milieu du XIe siècle.

Mabile (ou Mabel) Talvas de Bellême († 1077) fut la femme de Roger II de Montgommery, puissant baron normand.

## Biographie
Mabile est la fille de Guillaume II Talvas et d'Hildeburge. Elle appartient à la famille de Bellême, honnie par le chroniqueur du XIIe siècle, Orderic Vital, qui est la seule source écrite sur sa vie. Il ne faut donc pas s'attendre de la part de ce dernier à une description élogieuse. D'après Vital, Mabile a naturellement hérité des vices de son père, auxquels il ajoute les défauts propres au sexe féminin selon les jugements de valeur de l'époque. Elle est « cruelle », « fourbe », « amorale », « arrogante », sans oublier « bavarde ».
Vers 1050, elle épouse l'un des plus importants seigneurs du duché de Normandie, Roger II de Montgommery, proche conseiller de Guillaume le Conquérant. Pour les chroniqueurs normands, cette union est voulue par le père de la mariée, Guillaume II Talvas, en recherche d'alliés après la perte de ses biens. Pour les historiens actuels, ce mariage est surtout imposé par Guillaume, qui se méfie des velléités d'indépendance de la famille de Bellême. En mariant l'héritière de la seigneurie de Bellême, Mabile, avec un de ses fidèles Roger II de Montgommery, le duc s'assure la tranquillité du sud de son duché. L'historien Lucien Musset ajoute : « ainsi, la plus puissante des familles seigneuriales du Maine entre-elle dans l'orbite de la Normandie ».
Le couple sera en effet fidèle à Guillaume. Comme le duc, ils fonderont ou restaureront plusieurs monastères : Almenèches, Troarn, Saint-Martin de Sées. Écoutés par Guillaume, ils obtiendront la disgrâce de plusieurs seigneurs : l'abbé d'Ouche, Robert de Grandmesnil et son frère Hugues de Grandmesnil, Raoul II de Tosny, Ernaud Fitz-Giroie. Orderic Vital y voit là l'œuvre fourbe de Mabile. Toujours selon l'historien anglo-normand, la femme de Roger II de Montgommery aurait tenté d'empoisonner le même Ernauld Fitz-Giroie, dans un contexte de rivalité entre les familles Giroie et de Bellême.
Vers 1070, après la mort de son oncle, Yves, évêque de Sées, Mabile hérite de la seigneurie de Bellême. En 1071 ou 1074, elle devient comtesse de Shrewsbury, car son mari a été placé à la tête de ce comté anglais par le roi Guillaume le Conquérant.
La mort de Mabile en 1077, probablement au mois de décembre, est horrible : tandis qu'elle séjourne dans son château de Bures-sur-Dives (près de Troarn), un ami des Giroie, Hugues de Salgey et ses deux frères parviennent à s'introduire dans la forteresse et décapitent la femme. Ce châtiment habituellement masculin témoigne de la haine que pouvait susciter le personnage. Elle est enterrée à Troarn, dans le monastère qu'elle avait restauré avec son mari. Son épitaphe rapportée par Orderic Vital sous-entend le caractère énergique et terrible de cette femme : « son génie fut entreprenant, son esprit vigilant, son activité continuelle, son éloquence persuasive, sa sagesse prévoyante. Petite de taille, elle fut grande par ses vertus ; magnifique et somptueuse, elle aimait la parure. Elle fut le bouclier de sa patrie, le boulevard de sa frontière, et pour ses voisins, tantôt agréable, tantôt terrible ». Les historiens ont longtemps daté son décès à l'année 1082, à cause d'une note marginale dans une œuvre d'Orderic Vital.

## Famille et descendance
Parents : Guillaume II Talvas et Hildeburge.
Frère : Arnoul de Bellême.
9 enfants :
- Robert II de Bellême, 9e seigneur de Bellême, héritier des biens de ses parents sur le continent ;
- Hugues de Montgommery, seigneur de Montgommery et comte de Shrewsbury ;
- Roger le Poitevin ;
- Philippe le clerc ;
- Arnoul ;
- Emma, religieuse et 3e abbesse d'Almenêches ;
- Mathilde qui épousa Robert de Conteville, comte de Mortain ;
- Mabile qui épousa Hugues de Châteauneuf-en-Thymerais, seigneur de Brézolles, Sorel et Rémalart ;
- Sybille qui épousa Robert Fils Hamon, seigneur de Thorigny-sur-Vire et comte de Gloucester.

### Documentation externe
Bibliographie :
- François Neveux, La Normandie des ducs aux rois (Xe – XIIe siècle), Ouest-France, Rennes, 1998.
- Jean-François Miniac, Les Grandes Affaires criminelles de l'Orne, de Borée, Paris, 2008  (ISBN 978-2-84494-814-4).

Sources :
- Orderic Vital, Histoire de la Normandie, éd. Guizot, Mancel, 1826, tome 2. En lecture sur Gallica.